# Cynodontium capillaceum
Cynodontium capillaceum là một loài rêu trong họ Dicranaceae. Loài này được Hedw. Brid. mô tả khoa học đầu tiên năm 1806.